# Liste des chutes d'eau par hauteur
Sont présentées ci-dessous les principales chutes d'eau par hauteur.

## Méthodologie
Les chutes d'eau de la liste sont triées par hauteur totale décroissante, avec indication du saut principal éventuel puisque les chutes d'eau sont fréquemment composées de sauts successifs.
Afin de limiter la longueur de la liste, seules les chutes de 400 mètres ou plus sont mentionnées.

## Liste

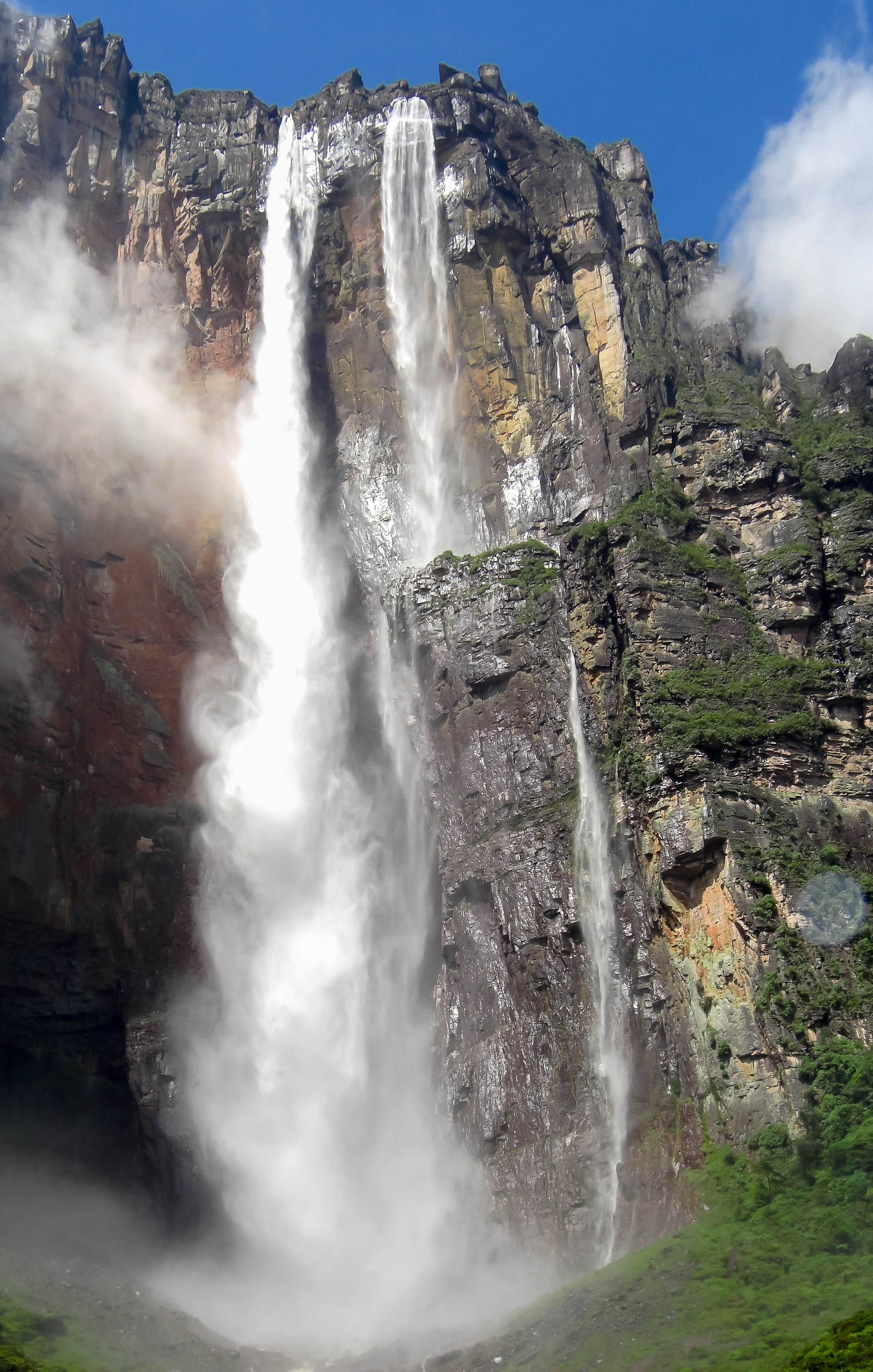
La cascade du Salto Ángel.

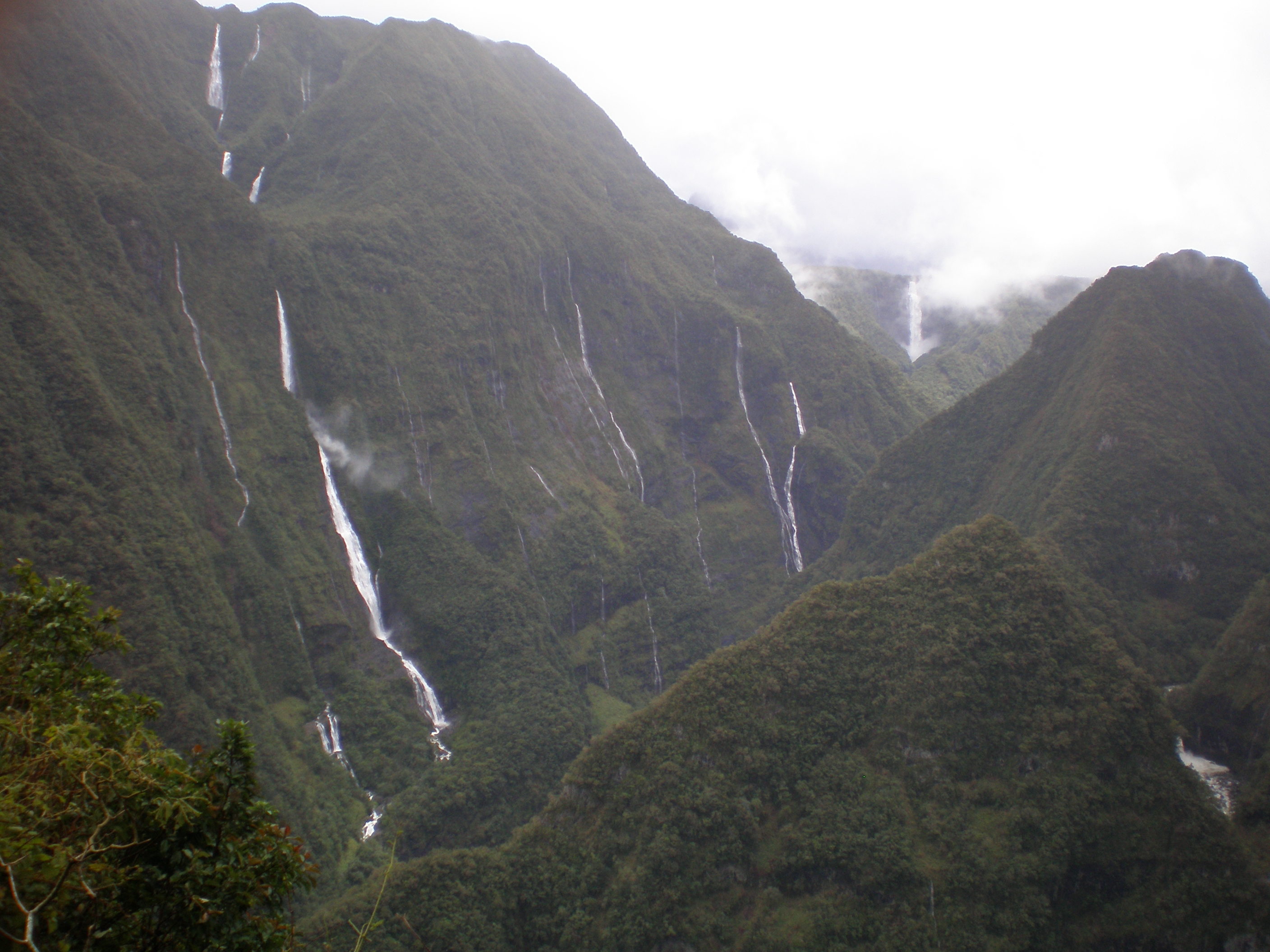
Cascade de Bras Magasin.

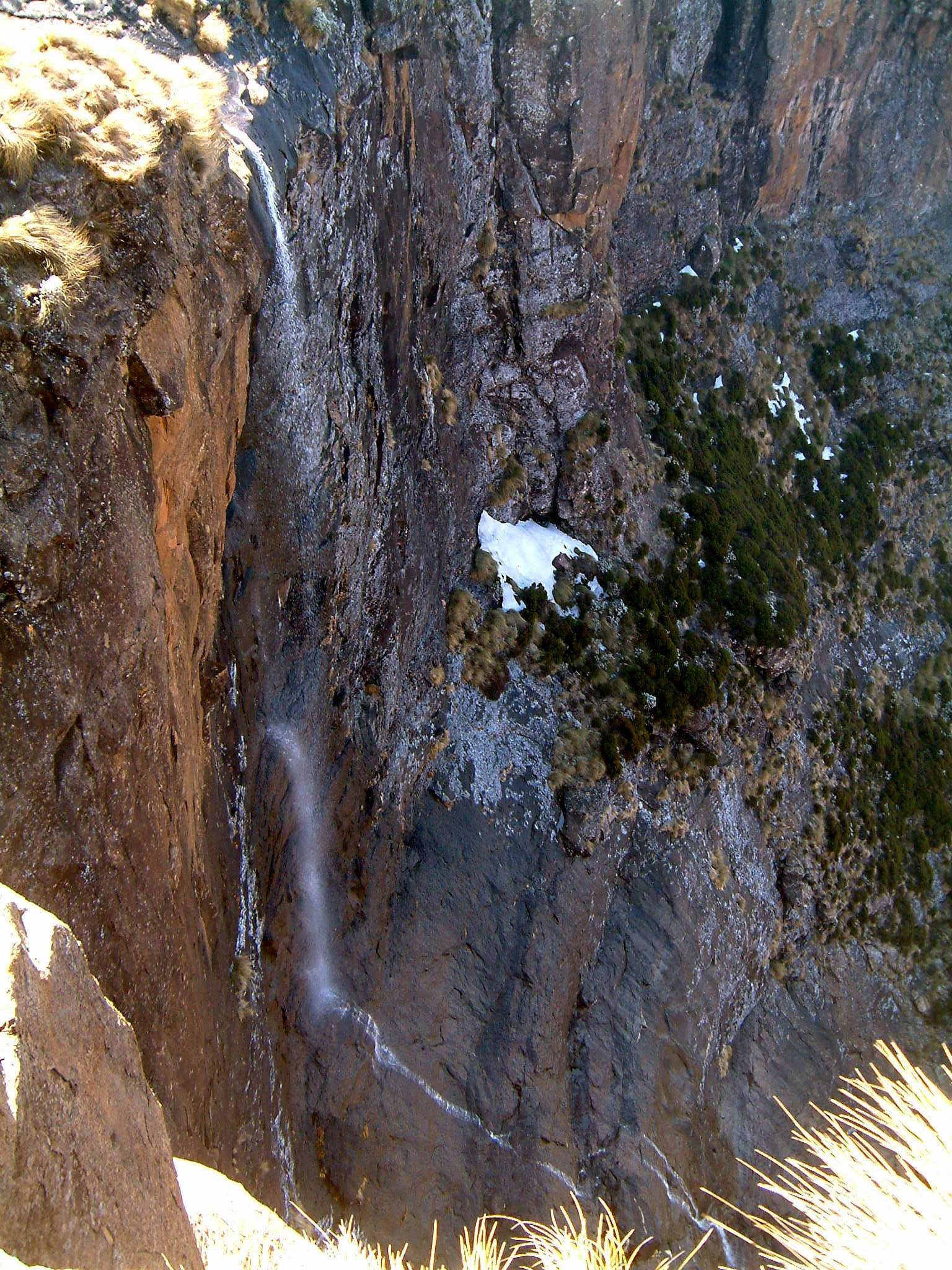
Tugela Falls.

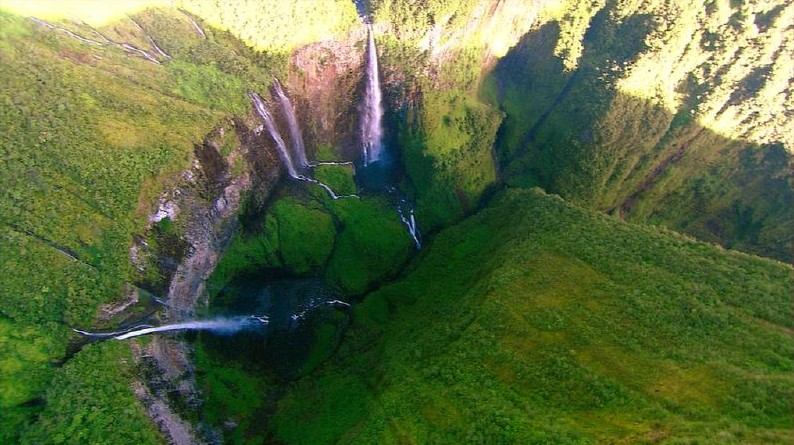
Le Trou de Fer.

| Nom                                      | Hauteur (m) | Plus grand saut (m) | Sauts | Pays                |
| ---------------------------------------- | ----------- | ------------------- | ----- | ------------------- |
| Salto Ángel                              | 979         | 807                 | 2     | Venezuela           |
| Chutes de la Tugela                      | 948         | 411                 | 5     | Afrique du Sud      |
| Cataractes de Tres Hermanas              | 914         |                     | 5     | Pérou               |
| Chutes Oloʻupena                         | 900         |                     |       | États-Unis          |
| Chute Yumbilla                           | 896         |                     | 4     | Pérou               |
| Vinnufossen                              | 860         | 420                 | 4     | Norvège             |
| Balåifossen                              | 850         | 452                 | 3     | Norvège             |
| Chutes James Bruce                       | 840         |                     |       | Canada              |
| Chutes Puʻukaʻoku                        | 840         |                     |       | États-Unis          |
| Chutes Browne                            | 836         | 244                 | 6     | Nouvelle-Zélande    |
| Strupenfossen                            | 820         |                     | 7     | Norvège             |
| Ramnefjellsfossen                        | 818         | 600                 | 3     | Norvège             |
| Chutes Waihilau                          | 792         | 792                 | 1     | États-Unis          |
| Chutes de la Colonial Creek              | 788         |                     |       | États-Unis          |
| Mongefossen                              | 773         | 773                 | 1     | Norvège             |
| Cataracte de Gocta                       | 771         | 540                 | 2     | Pérou               |
| Chutes Mutarazi                          | 762         | 479                 | 2     | Zimbabwe            |
| Kjelfossen                               | 755         | 149                 |       | Norvège             |
| Chutes Johannesburg                      | 751         | 244                 | 2     | États-Unis          |
| Chutes de Yosemite                       | 739         | 436                 | 3     | États-Unis          |
| Trou de Fer                              | 725         | 305                 | 4     | La Réunion (France) |
| Ølmäafossen                              | 720         | 720                 | 1     | Norvège             |
| Mana'wai'nui Falls                       | 719         | 719                 | 1     | États-Unis          |
| Kjeragfossen                             | 715         | 715                 | 1     | Norvège             |
| Harrison Basin Falls                     | 707         | 341                 |       | États-Unis          |
| Avalanche Basin Falls                    | 707         | 305                 | 4     | États-Unis          |
| Alfred Creek Falls                       | 700         | 700                 | 1     | Canada              |
| Cascades du Bras d'Annette               | 700         | 700                 |       | La Réunion (France) |
| Døntefossen                              | 700         | 200                 | 4     | Norvège             |
| Haloku Falls                             | 700         |                     |       | États-Unis          |
| Lake Chamberlain Falls                   | 700         |                     |       | Nouvelle-Zélande    |
| Brufossen                                | 698         | 240                 |       | Norvège             |
| Spirefossen                              | 690         |                     |       | Norvège             |
| Lake Falls                               | 680         | 150                 |       | Nouvelle-Zélande    |
| Salto Kukenaam                           | 674         | 674                 | 1     | Venezuela           |
| Salto Yutajé                             | 671         |                     | 2     | Venezuela           |
| Deserted River Falls                     | 670         |                     |       | Canada              |
| Sulphide Creek Falls                     | 665         |                     |       | États-Unis          |
| Kahiwa Falls                             | 660         | 183                 | 6     | États-Unis          |
| Krunefossen                              | 660         | 150                 |       | Norvège             |
| Hidden Falls                             | 660         |                     |       | Nouvelle-Zélande    |
| Mardalsfossen                            | 657         | 358                 | 2     | Norvège             |
| Snow Creek Falls                         | 652         | 152                 | 4     | États-Unis          |
| Francis Falls                            | 650         |                     |       | Canada              |
| Silver Lake Falls                        | 649         |                     |       | États-Unis          |
| Cascades du Bras Magasin                 | 647         | 220                 | 5     | La Réunion (France) |
| Tyssestrengene                           | 646         | 312                 | 3     | Norvège             |
| Cascade Blanche                          | 640         | 400                 | 4     | La Réunion (France) |
| Aimoo Falls                              | 640         |                     |       | États-Unis          |
| Pitchfork Falls                          | 638         |                     |       | États-Unis          |
| Ytste Tinjefjellfossen                   | 620         | 380                 | 2     | Norvège             |
| Langfoss                                 | 612         | 612                 | 1     | Norvège             |
| Salto Roraima                            | 610         | 305                 | 4     | Venezuela           |
| Kakaauki Falls                           | 610         | 183                 |       | États-Unis          |
| Gold Creek Falls                         | 610         |                     |       | Canada              |
| Bluff Falls                              | 600         |                     |       | Nouvelle-Zélande    |
| L'Entonnoir                              | 600         |                     |       | La Réunion (France) |
| Salto del Iguapo                         | 600         |                     |       | Venezuela           |
| Chute de Savica                          | 600         |                     | 5     | Slovénie            |
| Wishbone Falls                           | 600         |                     |       | Nouvelle-Zélande    |
| Keana'awi Falls                          | 597         | 451                 | 3     | États-Unis          |
| Kveåfossen                               | 590         | 590                 | 1     | Norvège             |
| Sentinel Fall                            | 585         | 152                 | 6     | États-Unis          |
| Chutes du Seerenbach                     | 585         | 305                 | 3     | Suisse              |
| Sutherland Falls                         | 580         | 270                 | 3     | Nouvelle-Zélande    |
| Cataratas la Chinata                     | 580         |                     | 2     | Pérou               |
| Wailele Falls                            | 580         |                     |       | États-Unis          |
| Madden Falls                             | 579         | 152                 | 8     | Canada              |
| Aa Falls                                 | 579         |                     |       | États-Unis          |
| Lægdafossen                              | 575         | 125                 |       | Norvège             |
| Cascade du Giétro                        | 564         |                     |       | Suisse              |
| Monument Falls                           | 561         | 354                 | 3     | États-Unis          |
| Tjotafossen                              | 560         | 560                 |       | Norvège             |
| Østre Tinjefjellfossen                   | 560         |                     |       | Norvège             |
| Sundefossen                              | 557         |                     |       | Norvège             |
| La cicatrice d'Alice                     | 554         | 120                 |       | Martinique (France) |
| Ormelifossen                             | 551         |                     |       | Norvège             |
| Cascade de la Lyre                       | 550         |                     | 2     | France              |
| Waimanu Falls                            | 550         | 120                 |       | États-Unis          |
| Lahomene Falls                           | 549         | 317                 |       | États-Unis          |
| Papala Falls                             | 549         |                     |       | États-Unis          |
| Douglas Falls                            | 540         |                     |       | Nouvelle-Zélande    |
| Pumpelly Basin Falls                     | 536         | 219                 |       | États-Unis          |
| Tyssefossen                              | 533         |                     | 5     | Norvège             |
| Cachoeira do Pilão                       | 524         |                     |       | Brésil              |
| Kingcome Valley Falls                    | 520         | 520                 | 1     | Canada              |
| Schwartzenbach Falls                     | 520         | 200                 | 1     | Canada              |
| Swiftcurrent Falls                       | 520         |                     |       | Canada              |
| Kakeha Falls                             | 518         |                     |       | États-Unis          |
| Ahern Glacier Falls                      | 512         | 512                 |       | États-Unis          |
| Lake Frances Falls                       | 512         |                     | 1     | États-Unis          |
| Salto Montoya                            | 505         |                     |       | Venezuela           |
| Papalaua Falls                           | 501         | 340                 | 5     | États-Unis          |
| Cascade du Chaudron                      | 500         | 500                 | 1     | La Réunion (France) |
| Engstligenfäll                           | 500         | 300                 | 2     | Suisse              |
| Chute de Walcher                         | 500         | 100                 |       | Autriche            |
| Grinddalsfossen                          | 500         |                     |       | Norvège             |
| Chute d'eau de Hannoki                   | 500         |                     | 1     | Japon               |
| Salto Matahushi                          | 500         |                     |       | Venezuela           |
| Boston Creek Falls                       | 496         | 183                 |       | États-Unis          |
| Tjornadalsfossen                         | 495         | 235                 |       | Norvège             |
| Lake Frances Falls                       | 495         | 178                 | 3     | États-Unis          |
| Louis Creek Falls                        | 494         |                     | 5     | États-Unis          |
| Ribbon Fall                              | 491         | 491                 | 1     | États-Unis          |
| Voldefossen                              | 490         | 150                 | 3     | Norvège             |
| Cascada de Ventisquero Colgante          | 488         | 488                 | 1     | Chili               |
| Thorfossen                               | 488         | 488                 | 1     | Norvège             |
| Wall of Tears                            | 488         | 488                 | 1     | États-Unis          |
| Otter Falls                              | 488         |                     |       | États-Unis          |
| Krokfossen                               | 485         | 485                 | 1     | Norvège             |
| Torment Falls                            | 483         |                     |       | États-Unis          |
| Kiwi Falls                               | 480         |                     |       | Canada              |
| Hydnefossen                              | 475         | 155                 | 2     | Norvège             |
| Chute de Röthbach                        | 469         |                     | 3     | Allemagne           |
| Nordre Mardalsfossen                     | 468         | 468                 | 1     | Norvège             |
| Kaliuwa'a Falls                          | 463         | 122                 |       | États-Unis          |
| Bridal Veil Falls                        | 460         |                     |       | États-Unis          |
| Icecap Falls                             | 457         | 457                 | 1     | Canada              |
| Jagged Ridge Falls                       | 457         | 457                 | 1     | États-Unis          |
| Bridal Veil Falls                        | 457         | 122                 |       | Canada              |
| Vivienne Falls                           | 457         | 116                 | 4     | Kenya               |
| Blackwell Falls                          | 457         |                     |       | États-Unis          |
| Hidden Valley Falls                      | 457         |                     | 2     | Belize              |
| Ndedema Falls                            | 457         |                     |       | Afrique du Sud      |
| Skrikjofossen                            | 455         | 260                 | 2     | Norvège             |
| Kunchikal Falls                          | 455         |                     |       | Inde                |
| Cascada de Piedra Volada                 | 453         | 453                 | 1     | Mexique             |
| Kyrfossen                                | 450         | 360                 |       | Norvège             |
| Tunshellefossen                          | 445         | 120                 | 5     | Norvège             |
| Harmony Falls                            | 444         | 259                 | 3     | Canada              |
| Hakalaoa Falls                           | 442         | 442                 | 1     | États-Unis          |
| Hi'ilawe Falls                           | 442         | 366                 | 2     | États-Unis          |
| Breimegåfossen                           | 440         | 440                 | 1     | Norvège             |
| Kyrfossen                                | 440         | 200                 | 2     | Norvège             |
| Chutes Della                             | 440         | 179                 | 3     | Canada              |
| Veslegjuvfossen                          | 440         | 125                 |       | Norvège             |
| Mo'oloa Falls                            | 440         |                     |       | États-Unis          |
| White Glacier Falls                      | 434         |                     |       | États-Unis          |
| Horsetail Falls                          | 427         | 427                 | 1     | États-Unis          |
| Hanakoa Falls                            | 427         | 134                 |       | États-Unis          |
| Ipuu Falls                               | 427         |                     |       | États-Unis          |
| Wollomombi Falls                         | 424         | 260                 | 2     | Australie           |
| Cascade de Gavarnie                      | 422         | 281                 | 2     | France              |
| Tin Mine Falls                           | 421         |                     |       | Australie           |
| Ringedalsfossen                          | 420         | 300                 |       | Norvège             |
| Hirere Falls                             | 420         | 220                 | 2     | Nouvelle-Zélande    |
| Bringefossen                             | 420         | 70                  |       | Norvège             |
| Gerard Falls                             | 420         |                     |       | Nouvelle-Zélande    |
| Moresby Falls                            | 420         |                     |       | Canada              |
| Ribbon Falls                             | 420         |                     |       | Nouvelle-Zélande    |
| Place Creek Falls                        | 419         |                     |       | Canada              |
| The Cascades                             | 411         | 122                 | 3     | États-Unis          |
| Sju Søstre                               | 410         | 410                 | 1     | Norvège             |
| Wapama Falls                             | 409         |                     | 2     | États-Unis          |
| Voile de la Mariée (Washington)          | 405         | 122                 | 4     | États-Unis          |
| Cascades de la ravine Morne Sainte Croix | 404         | 135                 |       | Martinique (France) |
| Cascata das Andorinhas                   | 400         | 400                 | 1     | Brésil              |
| Churún Merú                              | 400         | 400                 | 1     | Venezuela           |
| Mount Taurus Falls                       | 400         | 400                 | 1     | Nouvelle-Zélande    |
| Skålefossen                              | 400         | 400                 | 1     | Norvège             |
| Geltenfall                               | 400         | 200                 |       | Suisse              |
| Barra Nula Cascades                      | 400         |                     |       | Australie           |
| Cascade de Moulin-Marquis                | 400         |                     | 3     | France              |
| Cascades d'Anterne                       | 400         |                     | 3     | France              |
| Duendenfalle                             | 400         |                     |       | Suisse              |
| Sagfossen                                | 400         |                     | 4     | Norvège             |